# 埃傑爾灣
62°16′S 58°59′W / 62.267°S 58.983°W

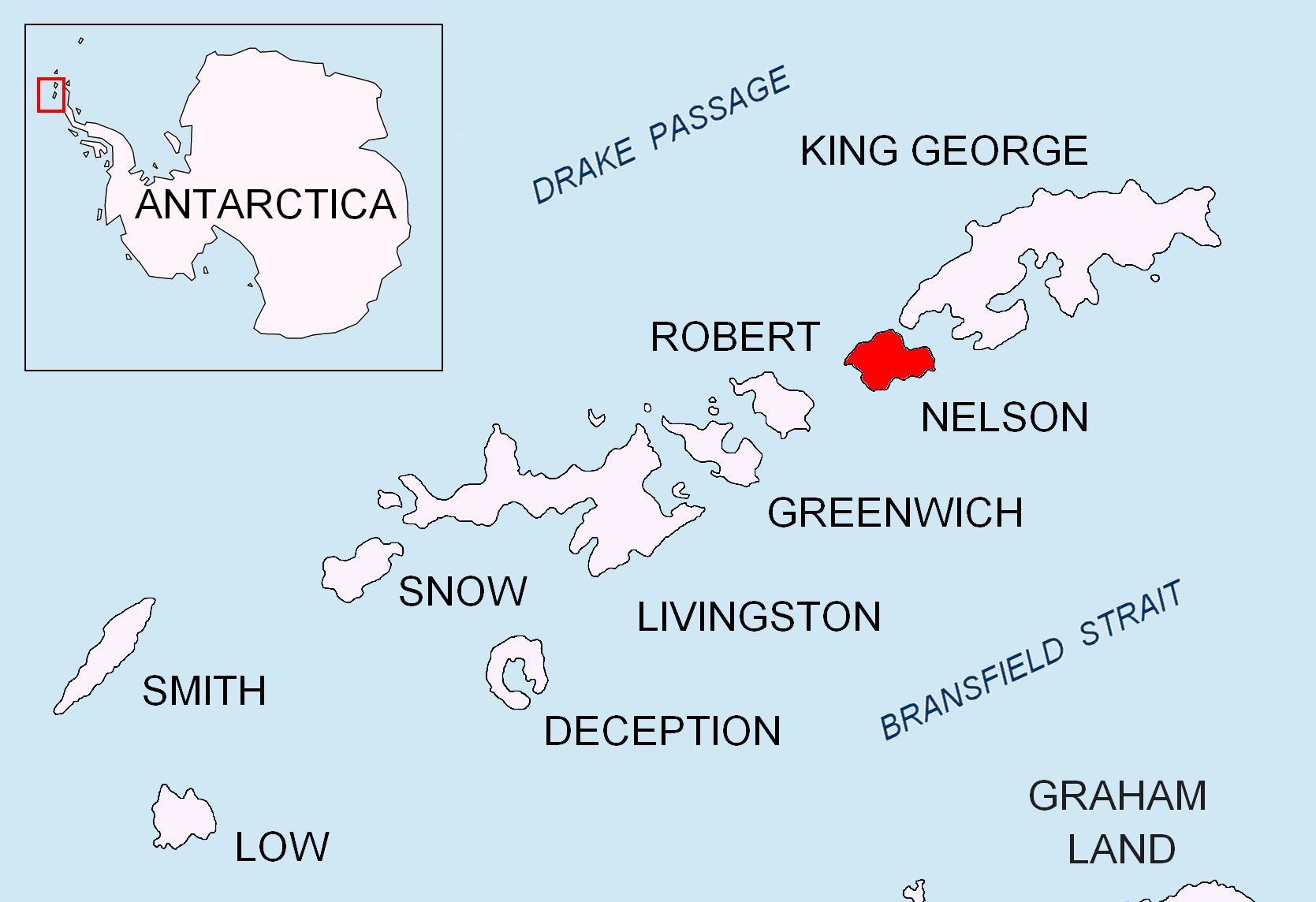

埃傑爾灣（英語：Edgell Bay）是南極洲的海灣，位於南設得蘭群島中納爾遜島的東北面，長3公里、寬3公里，以英國海軍中將命名，現時由南極條約體系管理。